# Saint-Martin-d’Aubigny
 Saint-Martin-d’Aubigny  ist eine französische Gemeinde mit 606 Einwohnern (Stand 1. Januar 2022) im Département Manche in der Region Normandie. Sie gehört zum Arrondissement Coutances und zum Kanton Agon-Coutainville. 
Nachbargemeinden von Saint-Martin-d’Aubigny sind Marchésieux im Nordosten, Feugères im Südosten, Saint-Sauveur-Villages im Süden und Südwesten, Périers im Westen sowie Saint-Sébastien-de-Raids im Nordwesten.

## Bevölkerungsentwicklung
| Jahr      | 1962 | 1968 | 1975 | 1982 | 1990 | 1999 | 2010 | 2018 |
| Einwohner | 558  | 530  | 454  | 417  | 427  | 471  | 538  | 595  |

## Persönlichkeiten
- Haus Aubigny